# Sowerbaea juncea
Sowerbaea juncea är en sparrisväxtart som beskrevs av Henry Charles Andrews. Sowerbaea juncea ingår i släktet Sowerbaea och familjen sparrisväxter. Inga underarter finns listade i Catalogue of Life.